# Mike Chioda
Michael Joseph Chioda, meglio conosciuto come Mike Chioda (Willingboro, 1º agosto 1966), è un ex arbitro di wrestling statunitense.
È principalmente ricordato per i suoi trascorsi nella World Wrestling Federation/Entertainment tra il 1990 e il 2020, che lo rendono l'arbitro di wrestling più longevo nella storia della federazione con una militanza durata esattamente trent'anni.

## Carriera
Durante la sua infanzia nel New Jersey era vicino di casa della famiglia Marella; furono proprio Gorilla Monsoon e suo figlio Joey a farlo avvicinare al mondo del wrestling. La sua prima apparizione in WWF avvenne a WrestleMania VI.
Nel 2001, durante un'edizione di SmackDown ha anche lottato in un match di coppia, con The Rock e Chris Jericho contro i Dudley Boyz e l'arbitro Nick Patrick.
Nella sua carriera ha arbitrato moltissimi match, alcuni entrati nella storia, tra cui Shawn Michaels vs Steve Austin a WrestleMania XIV, Triple H vs Mr. McMahon ad Armageddon 1999, The Rock vs Hulk Hogan a WrestleMania X8.
Dopo l'attentato agli Stati Uniti dell'11 settembre, Chioda ha iniziato ad indossare la bandiera americana, cucita sopra la maglietta da arbitro.
Durante la Brand extension, Chioda viene mandato a SmackDown.
Durante la sua permanenza a SmackDown ha anche arbitrato il match tra Big Show e Brock Lesnar dove, dopo un superplex dalla terza corda, il ring crollò. Chioda concluse il match in un no contest.
Nel 2003 è tornato a Raw. Nel 2005 dopo il rilascio dell'allora capo arbitro Earl Hebner, Chioda divenne capo arbitro.
A WrestleMania 23 arbitra il match tra John Cena e Shawn Michaels per il WWE Championship, dove non decreta il vincitore perché viene colpito da Michaels con la Sweet Chin Music.
Da capo arbitro, Chioda arbitra diversi match importanti, tra cui Triple H vs Batista a WrestleMania 21, John Cena vs Triple H a WrestleMania 22, John Cena vs Shawn Michaels a WrestleMania 23, John Cena vs Batista a SummerSlam 2008. tutti match per i titoli mondiali. Partecipa ad un episodio della seconda stagione di Tough Enough.
Durante il main event del PPV Over the Limit 2011, che vedeva contrapposti in un "I Quit" match John Cena e The Miz per il titolo WWE, inizialmente aveva vinto The Miz, che furbamente aveva registrato la voce di Cena che diceva "I Quit", Chioda che si accorse dell'imbroglio, fece riparte il match che vide come vincitore Cena che conservò il titolo.
Il 15 agosto 2011 è stato sospeso per 30 giorni dagli show della federazione. L'esperto arbitro avrebbe infatti violato il Wellness Program e come accade per gli atleti sorpresi ad assumere sostanze pericolose, anche per l'arbitro è scattata la sospensione.
A WrestleMania XXVIII ha arbitrato il match tra John Cena e The Rock, match annunciato l'anno precedente.
Il 15 aprile 2020 viene annunciata la fine del contratto che lo legava alla WWE da esattamente trent'anni.
Effettua un'apparizione come arbitro nella puntata di AEW Dynamite del 12 agosto 2020, arbitrando due incontri, il primo valido per il TNT Championship fra Cody e Scorpio Sky e poi il main event della puntata, Chris Jericho vs. Orange Cassidy.